# Juan Carlos Oleniak
Juan Carlos Oleniak (Buenos Aires, 4 marzo 1942) è un allenatore di calcio ed ex calciatore argentino, di ruolo attaccante.

## Carriera

### Club
Cresciuto nel Racing Club vi giocò, con una parentesi all'Argentinos Juniors, dal 1960 al 1964 con 44 partite, 4 gol e la vittoria nel campionato del 1961. Nel 1965 passò ai cileni dell'Universidad de Chile. Nel 1969 passa al Wanderers per trasferirsi, dopo due anni, ai messicani del Veracruz. Chiude la carriera nel 1972 col San Martin de Mendoza.

### Nazionale
Fu capocannoniere dell'Argentina alle Olimpiadi di Roma nel 1960.
Con la nazionale maggiore partecipò al Mondiale di Cile 1962 giocando 2 partite. In totale con la maglia albiceleste giocò 6 partite mettendo a segno 4 reti.

## Palmarès

### Giocatore

#### Club

##### Competizioni nazionali
- Campionato argentino: 1

Racing Club: 1961
- Campionato cileno: 2

Universidad de Chile: 1965, 1967

#### Nazionale
- Giochi panamericani: 1

Argentina: Chicago 1959